# 中央通讯社 (书店)
中央通讯社（英語：Central News Agency/Consolidated News Agencies, CNA）是南非连锁文具书籍零售商店。

## 历史
中央通讯社成立于1896年，通过使用步行和骑自行车的送报员在约翰内斯堡销售报纸，最初专注于销售《The Star》《The Standard》《Diggers News》。公司在1902年取与《The Argus》和《Cape Times》签订协议，将旗下的报刊委托中央通讯社进行印刷。到1904年，该公司在南非拥有商店，并在一战期间继续扩张以满足当时对新闻的需求。中央通讯社于1903年在约翰内斯堡证交所上市，并筹得12万英镑（约合2017年的1.295亿英镑）。 
到1928年，该公司出版了南非的大部分报纸。二战后公司通过在罗得西亚（今津巴布韦）开设网点进行扩张。1983年，中央通讯社与Gallo Africa合并为CNA Gallo。该公司于1990年购入南非连锁影院Nu Metro 股权，并于1992年完全吞并。到 1995 年，该公司在南非拥有 350 家门店。同年被Wooltru以五百万南非兰特收购。 
1990年代中后期文具和书籍零售市场困境及内部重组使公司面临财务压力。这导致它及其剩余的130个分店在2002年以1.3亿南非兰特转售给Edcon。 